# Wielkie Pole (rejon oszmiański)
Wielkie Pole (biał. Вялікае Поле; ros. Великое Поле) − chutor na Białorusi, w obwodzie grodzieńskim, w rejonie oszmiańskim, w sielsowiecie Holszany.

## Historia
W czasach zaborów dwa zaścianki w gminie Holszany, w powiecie oszmiańskim, w guberni wileńskiej Imperium Rosyjskiego. W 1905 roku jeden liczył 4 mieszkańców, 16 dziesięcin, własność Czynisa, drugi liczył 15 mieszkańców, 20 dziesięcin, własność Więcławskiego.
W latach 1921–1945 okolica leżała w Polsce, w województwie wileńskim, w powiecie oszmiańskim, w gminie Holszany.
W 1931 w 10 domach zamieszkiwały 52 osoby.
Wierni należeli do parafii rzymskokatolickiej w Bohdanowie. Miejscowość podlegała pod Sąd Grodzki w Holszanach i Okręgowy w Wilnie; właściwy urząd pocztowy mieścił się w Bohdanowie.
Po II wojnie światowej w granicach Związku Sowieckiego. Od 1991 w niepodległej Białorusi.